# Tabernas
Tabernas è un comune spagnolo  situato nella comunità autonoma dell'Andalusia.
Il comune si trova all'interno di una zona desertica, il deserto di Tabernas, situato tra la Sierra de los Filabres a nord e la Sierra de Alhamilla a sud-sud-est.